# Half-Breed
Half-Breed je desáté studiové album americké popové zpěvačky a herečky Cher, vydané v září roku 1973 společností MCA Records.

## O Albu
Half-Breed je druhé studiové album Cher roku 1973. Přichází po neúspěšném albu produkované Sonnym Bonem Bittersweet White Light. Proto byl zpátky povolán producent Snuff Garrett, který stojí za největšími hity Cher ze začátku sedmdesátých let.
První stoupu je píseň napsaná Paulem a Lindou McCartney "My Love", která původně vyšla v březnu téhož roku. Album obsahuje další dvě coververze - "How Can You Mend A Broken Heart" od Bee-Gees a "The Long aAd Winding Road" od The Beatles. Všechny nazpívané coververze na albu byly počátkem sedmdesátých let číslem jedna v americkém singlovém žebříčku. David Paich se podílel na "David's Song" a na úpravách v albu. Na poslední stopě alba "Chastity Sun" se autorsky podílela i samotná Cher. Původně pojmenovaná jako "Ruby Jean & Billy Lee" byla píseň soft rockové kapely Seals And Crofts, vydaná ve stejném roce na albu Diamond Girl. Znovu napsaná píseň byla věnována Cher prvnímu dítěti, dceři Chastity Bono.
Na propagaci alba Cher vystoupila s několika písněmi v aktuální The Sonny & Cher Comedy Hour. Byly to "My Love", "Half-Breed" a "Chastity Sun".
Half-Breed debutovalo v americkém žebříčku Billboard 200 na 171. místě koncem září 1973, nakonec se dostal na 28. místo. Během roku 1974 zde prodej přesáhl 1 milión kopií a bylo tak certifikováno zlatem. V Kanadě se umístilo na 21. místě a v Evropě se umístil pouze v Norsku. Stejně jako řada jejích předchozích alb, ani tohle se nedostalo do anglické hitparády. Celosvětově se alba prodalo asi 2 900 00 a stalo se tak dalším velmi úspěšným albem Cher.
V srpnu 1993 vyšlo album společně s následující deskou Dark Lady na kompaktním disku. Samostatně album na CD nikdy nevyšlo.

## Singly
Jak už tomu bylo u Cher začátkem sedmdesátých let zvykem, i z tohoto alba vzešly pouze dva singly. "Half-Breed" byl první singl. Byla to její druhá píseň, která se dostala na číslo jedna v americkém Billboard Hot 100. Dosáhla čísla jedna také v Kanadě a na Novém Zélandu. Píseň byla představena živě v The Sonny & Cher Comedy Hour, v níž byla Cher oblečená jako indiánka. Druhý a poslední singl byla píseň "Carousel Man". Umístil se pouze v americkém Billboard Airplay Chart a to na 11. místě.

## Seznam skladeb
| Pořadí         | Název                            | Autor                           | Délka |
| -------------- | -------------------------------- | ------------------------------- | ----- |
| 1.             | My Love                          | Paul McCartney, Linda McCartney | 3:31  |
| 2.             | Two People Clinging To A Thread  | Gloria Sklerov, Harry Lloyd     | 2:40  |
| 3.             | Half-Breed                       | Mary Dean, Al Capps             | 2:42  |
| 4.             | The Greatest Song I Ever Heard   | Dick Holler                     | 2:48  |
| 5.             | How Can You Mend a Broken Heart? | Barry Gibb, Robin Gibb          | 3:21  |
| 6.             | Carousel Man                     | Johnny Durrill                  | 3:02  |
| 7.             | David's Song                     | David Paich                     | 3:24  |
| 8.             | Melody                           | Cliff Crofford, Garrett         | 2:34  |
| 9.             | The Long And Winding Road        | John Lennon, Paul McCartney     | 3:10  |
| 10.            | This God-Forsaken Day            | Jack Segal                      | 2:43  |
| 11.            | Chastity Sun                     | Dash Crofts, James Seals, Cher  | 4:14  |
| Celková délka: | Celková délka:                   | Celková délka:                  | 34:09 |

## Obsazení
- Cher – zpěv

Technická podpora
- Snuff Garrett – producent
- Al Capps – pomoc s aranžmá
- David Paich – pomoc s aranžmá
- Lennie Roberts – pomoc s aranžmá
- Richard Grant – umělecký koncept alba
- Gene Trindl – přebal alba
- J. Engstead – fotograf

## Umístění
| Umístění (1973) | Pozice |
| --------------- | ------ |
| Norsko          | 18     |
| Kanada          | 21     |
| USA             | 28     |
| Austrálie       | 65     |